# Swiss Army Man
Swiss Army Man ist eine im Jahr 2016 erschienene US-amerikanische groteske Tragikomödie mit dramatischen, philosophischen und utopischen Elementen vom Regisseurduo daniels, bestehend aus Daniel Kwan und Daniel Scheinert. Die Hauptrollen spielen Paul Dano und Daniel Radcliffe.

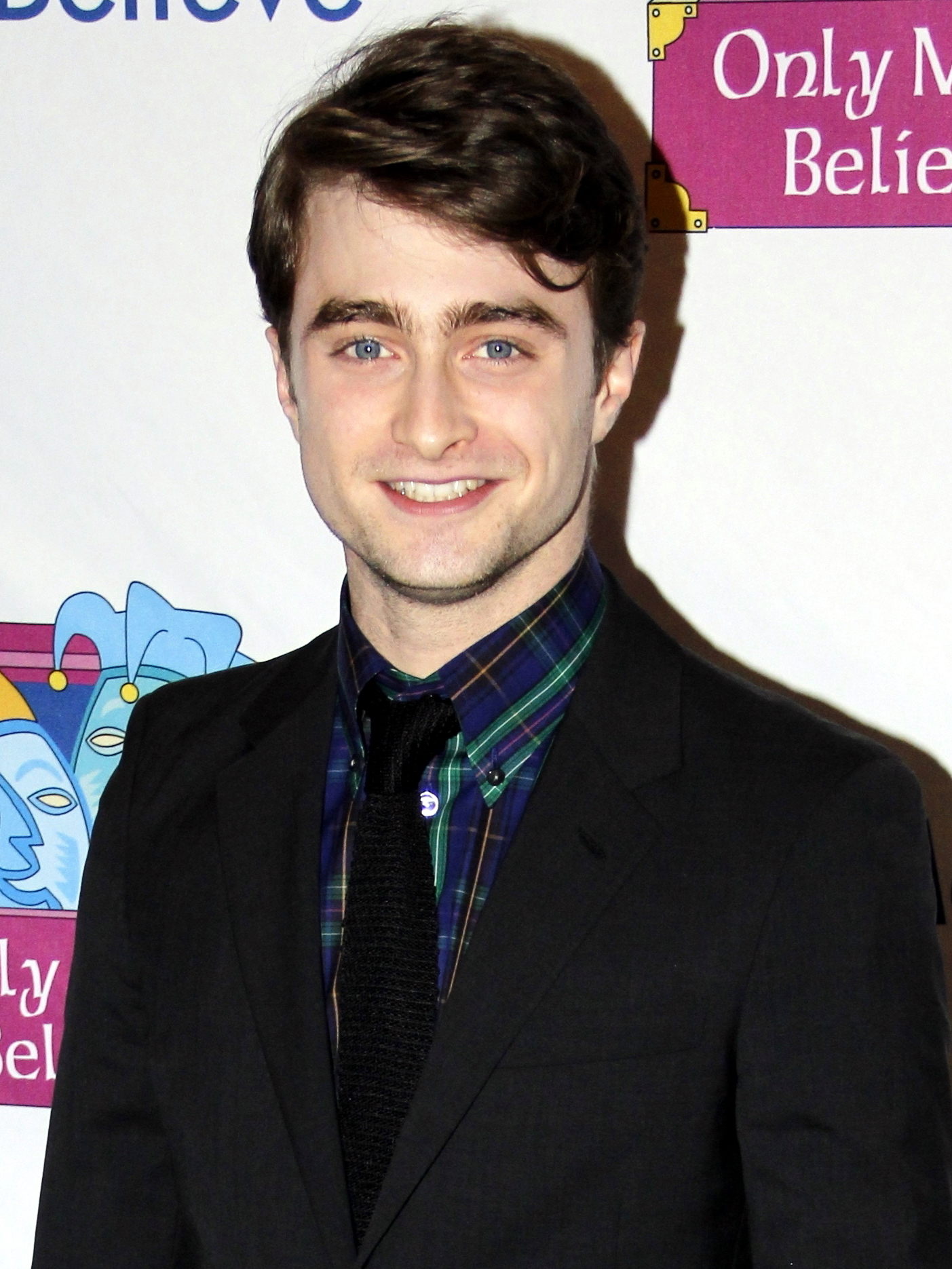
Daniel Radcliffe, Darsteller der flatulierenden Leiche

## Handlung
Der schiffbrüchige Hank möchte sich auf einer einsamen Insel das Leben nehmen. Im letzten Moment wird er davon abgehalten, als er eine angespülte, regelmäßig flatulierende Leiche entdeckt. Zunächst benutzt er sie, von den Flatulenzen immer schneller angetrieben, um von der Insel zu entkommen. Aus ihrem Mund ergießt sich immer wieder ein Wasserschwall, den Hank als Trinkwasser nutzt. Er schleppt sie auf dem Rücken mit sich durch die Wildnis, in der Hoffnung, auf Zivilisation zu stoßen. Die Blähungen stoppt Hank mit einem aufgefundenen Sektkorken.
Mit der Zeit beginnt die Leiche, die von Hank den Namen Manny bekommen hat, zu sprechen. Zwischen den beiden entwickelt sich eine Freundschaft. Manny hat keine Erinnerung an seine Vergangenheit und entwickelt anhand der Erklärungen eine von Hank übernommene Gedankenwelt. In ihren Gesprächen klärt Hank Manny darüber auf, was man in der Gesellschaft zu tun und zu lassen hat. Hanks Handy, das in der Wildnis keinen Empfang hat und somit in ihrer Situation unbrauchbar ist, hat als Hintergrundbild das Bild einer jungen Frau. Manny verliebt sich in sie und bekommt seitdem immer wieder heftige Erektionen. Hank nimmt ihm das Handy weg, um Akku zu sparen. Sie machen es sich zum Ziel, die junge Frau wiederzufinden und müssen die Attacke eines Bären überstehen. Später stellt sich heraus, dass Hank diese Frau früher immer im Bus gesehen hat, sich sehr von ihr angezogen fühlte, jedoch nie den Mut hatte sie anzusprechen.
Als sie im Garten der Frau namens Sarah und ihrer kleinen Tochter völlig verwahrlost ankommen, ruft diese die Polizei. Die Beamten kümmern sich um die beiden, können allerdings nur Mannys Tod feststellen und Hanks Vater herbeirufen. Hank ist sich sicher, dass Manny wieder nur den Toten spielt, nicht anonym begraben werden soll, und als wichtiger Freund bringt er ihn im Beisein eines Pressefilmers zurück zum Strand. Dort gerät Manny, im Beisein aller auch mitgelaufenen Beteiligten, wieder in seine früheren, heftigen konvulsivischen Zuckungen und saust, durch seine Blähungen angetrieben, auf den Wellen alleine in Richtung Horizont davon.

## Hintergrund

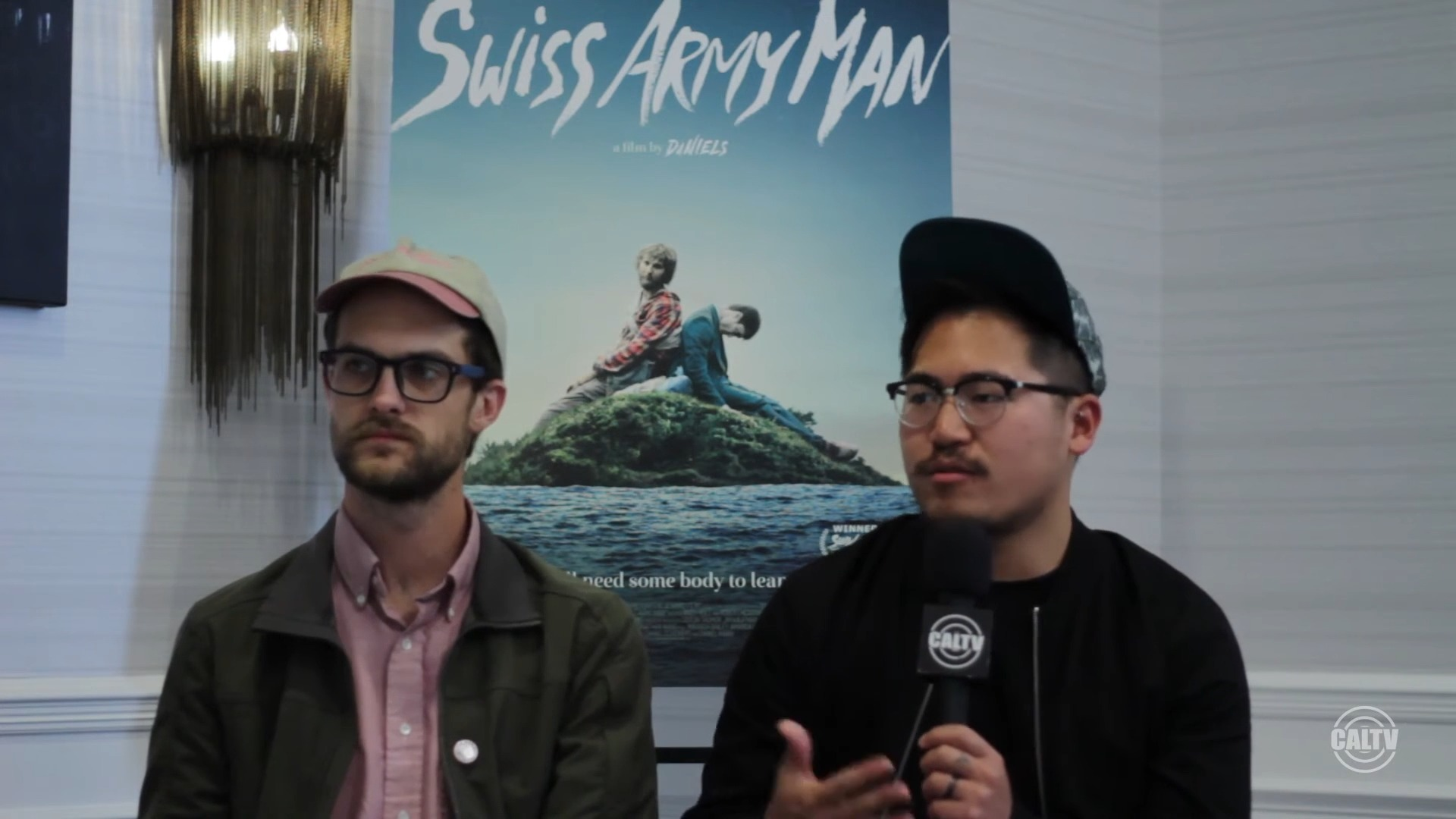
Daniel Scheinert und Daniel Kwan vor einem Filmplakat von Swiss Army Man (2016)

- Die Dreharbeiten waren nach 22 Tagen abgeschlossen, sie begannen am 14. Juli und endeten am 7. August 2015.[3][4] Gedreht wurde ausschließlich in Kalifornien.
- Unüblich ist, dass die Musik bereits vor den Dreharbeiten komponiert wurde. Somit hatte man die Möglichkeit, diese am Set laufen zu lassen und es den Darstellern zu erleichtern, sich in die Stimmung des Films zu versetzen.[5]
- Der Film feierte am 22. Januar 2016 seine Weltpremiere auf dem Sundance Film Festival. Bei der ausverkauften Veranstaltung verließen viele Besucher abgestoßen vorzeitig den Saal.[6]
- Der offizielle Kinostart in den USA war am 1. Juli 2016. In Deutschland startete der Film am 13. Oktober.
- Der Filmtitel ist eine Anspielung auf ein Schweizer Taschenmesser (Englisch: „Swiss Army knife“), und verweist auf die vielen verschiedenen Funktionen, die Hank mit Manny ausüben kann. Beispielsweise wird Manny von Hank als Trinkwasserspender oder Gewehr benutzt.
- Dan Kwans und Daniel Scheinerts zweiter gemeinsamer Film Everything Everywhere All at Once feierte im März 2022 beim South by Southwest Film Festival seine Premiere und gewann 2023 u. a. den Oscar für den besten Film.

## Rezeption

### Altersfreigabe
In Deutschland ist der Film FSK 12. In der Freigabebegründung heißt es: „Kinder ab 12 Jahren sind auf Grund ihres Entwicklungsstands in der Lage, die verschiedenen Ebenen der Erzählung zu begreifen und den stellenweise bizarren Humor im Kontext der positiven Geschichte zu sehen. Auch die Suizidgedanken des einsamen Protagonisten sind in einer Weise dargestellt, die Kinder ab 12 Jahren weder ängstigen, noch desorientieren.“

### Kritiken
Der Film stieß nach Erscheinen auf überwiegend positive Resonanz. Kritiker betonten zwar die größtenteils sehr übertriebene Inszenierung, werteten diese allerdings mit dem Hintergrund der philosophischen Aspekte positiv. Rotten Tomatoes wertete 209 Filmkritiken aus und kategorisierte 73 Prozent von ihnen als positiv. Die Nutzer der Internet Movie Database bewerteten den Film mit einem gewichteten Mittelwert von 7,0 von 10 Punkten.

„[A]bgesehen von den ständigen Flatulenzen ist Swiss Army Man eine zwar zugegebenermaßen völlig abgefahrene, aber dabei dennoch wunderbar warmherzige und unbedingt entdeckenswerte Tragikomödie über Einsamkeit, Freundschaft und die menschliche Phantasie als Zufluchtsort für verlorene Seelen.“

„Paul Dano und Daniel Radcliffe verkörpern ihre herausfordernden Rollen mit viel Respekt, Feingefühl und Überzeugungskraft. Während sich der ehemalige Harry-Potter-Darsteller Daniel Radcliffe damit nicht nur von seiner ‘Überfigur’ freigespielt haben dürfte, beweist Paul Dano einmal mehr, dass er zu den talentiertesten und wandlungsfähigsten Darstellern im derzeitigen Filmbusiness zählt. Die hervorragende Chemie zwischen den beiden, das sehr gelungene Finale, das einen vermutlich noch lange verfolgen wird und die zahlreichen Fragen, die während dieser ungewöhnlichen Introspektive an die Gesellschaft gestellt werden, sind es, die ‚Swiss Army Man‘ zusammen mit den sehr berührenden Einzelmomenten zu einem der ungewöhnlichsten Filme des Jahres machen. Selten hat man eine schönere Männerfreundschaft im Kino gesehen.“

„Es gibt Szenen in diesem Film, bei denen man nicht weiß, ob man sie nun schrecklich witzig oder einfach nur schrecklich finden soll […]. Es sei jedoch versichert: Die Bilder und Töne (oh ja, die Töne…) sind einfallsreich, mutig sowie völlig irre; und genau diese Eigenschaften sollten den Indie-Sektor schließlich ausmachen. Neben der überbordenden Ästhetik […] ist das Werk auch inhaltlich äußerst bemerkenswert: Das kreative Duo verbindet fart jokes und Konversationen über Masturbation mit existenzialistischen Fragen – und zwar […] derart zwingend ineinandergefügt, als sei das Philosophische ohne das Derbe gar nicht denkbar.“

### Einspielergebnis
Der Film konnte bei einem Budget von drei Millionen US-Dollar weltweit rund fünf Millionen US-Dollar einspielen.

#### Auszeichnungen
- Das Regisseurduo daniels gewann auf dem Sundance Film Festival 2016 den Directing Award: U.S. Dramatic.[14]
- Auf dem Sitges Film Festival 2016 wurden die Komödie als Bester Film und Daniel Radcliffe als Bester Schauspieler ausgezeichnet.[15]